# Bacqueville-en-Caux
Bacqueville-en-Caux ist eine französische Gemeinde mit 1.897 Einwohnern (Stand: 1. Januar 2022) im Département Seine-Maritime in der Region Normandie. Sie gehört zum Arrondissement Dieppe und zum Kanton Luneray (bis 2015: Kanton Bacqueville-en-Caux). Die Einwohner werden Bacquevillais genannt.

## Geographie
Bacqueville-en-Caux liegt etwa 14 Kilometer südlich der Ärmelkanalküste und etwa 15 Kilometer südsüdwestlich von Dieppe im Pays de Caux. Umgeben wird Bacqueville-en-Caux von den Nachbargemeinden Hermanville im Norden und Nordwesten, Auppegard im Nordosten, Bertreville-Saint-Ouen im Osten und Nordosten, Omonville im Südosten, Lamberville im Süden, Saint-Ouen-le-Mauger im Südwesten, Royville im Westen und Südwesten sowie Lammerville im Westen.

## Bevölkerungsentwicklung
| Jahr      | 1962 | 1968 | 1975 | 1982 | 1990 | 1999 | 2006 | 2012 |
| Einwohner | 1720 | 1665 | 1605 | 1707 | 1640 | 1640 | 1784 | 1840 |

## Sehenswürdigkeiten
- Kirche Saint-Pierre aus dem 16. Jahrhundert
- Kirche Saint-Eutrope in Pierreville aus dem Jahre 1768
- Kreuz Saint-Léonard und Kreuz Mangea-La jeweils aus dem 13. Jahrhundert
- Pfarrhaus aus dem 17. Jahrhundert
- zwei Herrenhäuser aus dem 16. Jahrhundert
- Schloss Bacqueville mit Park aus dem 18. Jahrhundert

## Gemeindepartnerschaften
Scharnebeck in Niedersachsen ist seit 1974 Partnergemeinde von Bacqueville-en-Caux.

## Trivia
Aus dem mittelalterlichen Ortsnamen Bascavilla wurden die fiktionalen englischen Charaktere in Arthur Conan Doyles' Sherlock Holmes – Der Hund der Baskervilles und William von Baskerville in Umberto Ecos Der Name der Rose hergeleitet; danach soll den Herren von Bascavilla nach der Schlacht von Hastings Land in Herefordshire zugeteilt worden sein.